# Championnats du monde de triathlon 1992
Les Championnats du monde de triathlon 1992 présentent les résultats des championnats mondiaux de Triathlon en 1992 organisés par la fédération internationale de triathlon.
Ces 4e championnats se sont déroulés à Huntsville au Canada du 11 au 12 septembre 1992.

## Résultats

### Élite

#### Hommes
| Rang   | Athlète              | Nationalité      | Natation    | Vélo            | Course à pied | Temps           |
| ------ | -------------------- | ---------------- | ----------- | --------------- | ------------- | --------------- |
| Or     | Simon Lessing        | Royaume-Uni      | 17 min 31 s | 59 min 39 s     | 31 min 53 s   | 1 h 49 min 03 s |
| Argent | Rainer Müller-Hörner | Allemagne        | 18 min 53 s | 58 min 19 s     | 32 min 15 s   | 1 h 49 min 29 s |
| Bronze | Rob Barel            | Pays-Bas         | 18 min 02 s | 59 min 04 s     | 32 min 36 s   | 1 h 49 min 43 s |
| 4      | Stephen Foster       | Australie        | 18 min 54 s | 58 min 08 s     | 32 min 59 s   | 1 h 50 min 02 s |
| 5      | Brad Kearns          | États-Unis       | 18 min 57 s | 58 min 02 s     | 33 min 12 s   | 1 h 50 min 13 s |
| 6      | Thomas Hellriegel    | Allemagne        | 19 min 05 s | 57 min 54 s     | 33 min 18 s   | 1 h 50 min 18 s |
| 7      | Mark Bates           | Canada           | 18 min 22 s | 58 min 37 s     | 33 min 20 s   | 1 h 50 min 19 s |
| 8      | Wesley Hobson        | États-Unis       | 17 min 49 s | 59 min 01 s     | 33 min 35 s   | 1 h 50 min 28 s |
| 9      | Tomáš Kočař          | Tchéquie         | 17 min 22 s | 59 min 46 s     | 33 min 20 s   | 1 h 50 min 29 s |
| 10     | Andrew MacMartin     | Canada           | 18 min 00 s | 59 min 04 s     | 33 min 30 s   | 1 h 50 min 36 s |
| 11     | Gareth McCarthy      | Irlande          | 17 min 23 s | 59 min 00 s     | 34 min 20 s   | 1 h 50 min 44 s |
| 12     | Bernardo Zetina      | Mexique          | 19 min 15 s | 59 min 02 s     | 32 min 29 s   | 1 h 50 min 47 s |
| 13     | Jeff Devlin          | États-Unis       | 19 min 03 s | 59 min 22 s     | 32 min 24 s   | 1 h 50 min 50 s |
| 14     | Frank Clarke         | Canada           | 19 min 04 s | 58 min 13 s     | 33 min 45 s   | 1 h 51 min 01 s |
| 15     | Didier Volckaert     | Belgique         | 18 min 36 s | 58 min 27 s     | 34 min 06 s   | 1 h 51 min 09 s |
| 16     | Glenn Cook           | Royaume-Uni      | 17 min 45 s | –               | –             | 1 h 51 min 14 s |
| 17     | Leandro Macedo       | Brésil           | 20 min 42 s | 57 min 54 s     | 32 min 37 s   | 1 h 51 min 17 s |
| 18     | Olivier Bernhard     | Suisse           | 19 min 16 s | 59 min 04 s     | 33 min 04 s   | 1 h 51 min 23 s |
| 19     | Oscar Galíndez       | Argentine        | 20 min 00 s | 58 min 43 s     | 32 min 42 s   | 1 h 51 min 25 s |
| 20     | John Hellemans       | Nouvelle-Zélande | 18 min 26 s | 59 min 24 s     | 33 min 39 s   | 1 h 51 min 28 s |
| 21     | Philippe Méthion     | France           | 18 min 25 s | 58 min 37 s     | 34 min 31 s   | 1 h 51 min 34 s |
| 22     | Mark Dragan          | Australie        | 18 min 51 s | 59 min 04 s     | 33 min 57 s   | 1 h 51 min 51 s |
| 23     | Rick Wells           | Nouvelle-Zélande | 17 min 06 s | 1 h 00 min 01 s | 34 min 52 s   | 1 h 51 min 59 s |
| 24     | Mike Pigg            | États-Unis       | 17 min 59 s | 59 min 14 s     | 34 min 46 s   | 1 h 52 min 00 s |
| 25     | Jimmy Riccitello     | États-Unis       | –           | –               | –             | 1 h 52 min 08 s |
| 26     | Shane Johnson        | Australie        | 18 min 57 s | 59 min 19 s     | 33 min 58 s   | 1 h 52 min 15 s |
| 27     | Tony O'Hagan         | Nouvelle-Zélande | 19 min 09 s | 59 min 05 s     | 34 min 04 s   | 1 h 52 min 19 s |
| 28     | Helge Lorenz         | Autriche         | 18 min 32 s | 58 min 21 s     | 35 min 37 s   | 1 h 52 min 32 s |
| 29     | Ulrich Ghisler       | Danemark         | 19 min 01 s | 59 min 20 s     | 34 min 16 s   | 1 h 52 min 39 s |
| 30     | Michal Adamec        | Tchéquie         | 18 min 48 s | 59 min 28 s     | 34 min 33 s   | 1 h 52 min 49 s |

#### Femmes
| Rang   | Athlète                    | Nationalité      | Natation    | Vélo            | Course à pied | Temps           |
| ------ | -------------------------- | ---------------- | ----------- | --------------- | ------------- | --------------- |
| Or     | Michellie Jones            | Australie        | 20 min 01 s | 1 h 05 min 27 s | 36 min 39 s   | 2 h 07 min 07 s |
| Argent | Joanne Ritchie             | Canada           | 19 min 46 s | 1 h 06 min 12 s | 37 min 22 s   | 2 h 03 min 21 s |
| Bronze | Melissa Mantak             | États-Unis       | 21 min 09 s | 1 h 07 min 05 s | 36 min 12 s   | 2 h 04 min 26 s |
| 4      | Donna Peters               | États-Unis       | 22 min 33 s | 1 h 02 min 57 s | 39 min 07 s   | 2 h 04 min 38 s |
| 5      | Joy Hansen                 | États-Unis       | 20 min 02 s | 1 h 08 min 26 s | 36 min 44 s   | 2 h 05 min 15 s |
| 6      | Karen Smyers               | États-Unis       | 22 min 39 s | 1 h 05 min 34 s | 37 min 38 s   | 2 h 05 min 54 s |
| 7      | Fiona Dorothy Cribb        | Canada           | 20 min 09 s | 1 h 07 min 33 s | 38 min 25 s   | 2 h 06 min 08 s |
| 8      | Sue Schlatter              | Canada           | 21 min 23 s | 1 h 06 min 48 s | 38 min 04 s   | 2 h 06 min 16 s |
| 9      | Isabelle Mouthon-Michellys | France           | 20 min 22 s | 1 h 07 min 29 s | 38 min 38 s   | 2 h 06 min 27 s |
| 10     | Jenny Rose                 | Nouvelle-Zélande | 19 min 57 s | 1 h 07 min 37 s | 38 min 58 s   | 2 h 06 min 33 s |
| 11     | Anette Petersen            | Danemark         | 20 min 47 s | 1 h 07 min 26 s | 39 min 05 s   | 2 h 07 min 19 s |
| 12     | Suzanne Nielsen            | Danemark         | 20 min 25 s | 1 h 08 min 43 s | 38 min 18 s   | 2 h 07 min 27 s |
| 13     | Jeannine de Ruysscher      | Belgique         | 20 min 30 s | 1 h 08 min 01 s | 38 min 54 s   | 2 h 07 min 29 s |
| 14     | Mary Cook                  | États-Unis       | 20 min 45 s | 1 h 07 min 46 s | 38 min 54 s   | 2 h 07 min 30 s |
| 15     | Lone Larsen                | Danemark         | 20 min 18 s | 1 h 07 min 21 s | 40 min 19 s   | 2 h 08 min 01 s |
| 16     | Sophie Delemer             | France           | 21 min 00 s | 1 h 06 min 46 s | 40 min 54 s   | 2 h 08 min 42 s |
| 17     | Annemie Suys               | Belgique         | 20 min 29 s | 1 h 08 min 01 s | 40 min 29 s   | 2 h 09 min 00 s |
| 18     | Carolyn Hubbard            | Canada           | 21 min 57 s | 1 h 09 min 12 s | 38 min 22 s   | 2 h 09 min 30 s |
| 19     | Alison Hamilton            | Irlande          | 21 min 49 s | 1 h 09 min 28 s | 38 min 25 s   | 2 h 09 min 43 s |
| 20     | Maureen Cummings           | Australie        | 20 min 29 s | 1 h 11 min 18 s | 38 min 10 s   | 2 h 09 min 58 s |
| 21     | Simone Mortier             | Allemagne        | 23 min 07 s | 1 h 03 min 21 s | 41 min 35 s   | 2 h 10 min 33 s |
| 22     | Colleen Cannon             | États-Unis       | 20 min 51 s | 1 h 09 min 33 s | 40 min 16 s   | 2 h 10 min 43 s |
| 23     | Terri Smith-Ross           | Canada           | 20 min 45 s | 1 h 11 min 37 s | 38 min 41 s   | 2 h 11 min 05 s |
| 24     | Marie-Josee Cossette       | Canada           | 19 min 52 s | 1 h 13 min 24 s | 38 min 26 s   | 2 h 11 min 44 s |
| 25     | Jill Westenra              | Nouvelle-Zélande | 22 min 07 s | 1 h 10 min 25 s | 39 min 17 s   | 2 h 11 min 51 s |
| 26     | Bianka Van Woesik          | Australie        | 20 min 57 s | 1 h 10 min 11 s | 40 min 49 s   | 2 h 12 min 01 s |
| 27     | Ute Schäfer                | Allemagne        | 21 min 48 s | 1 h 08 min 59 s | 41 min 16 s   | 2 h 12 min 03 s |
| 28     | Catherine Davies           | Espagne          | 20 min 55 s | 1 h 11 min 02 s | 40 min 16 s   | 2 h 12 min 14 s |
| 29     | Heather Fuhr               | Canada           | 22 min 00 s | 1 h 13 min 14 s | 37 min 10 s   | 2 h 12 min 27 s |
| 30     | Hannele Steyn              | Afrique du Sud   | 21 min 46 s | 1 h 10 min 39 s | 40 min 03 s   | 2 h 12 min 29 s |
| 31     | Martha Sorensen            | États-Unis       | 21 min 59 s | 1 h 10 min 08 s | 40 min 24 s   | 2 h 12 min 31 s |

### Junior

#### Hommes
| Rang   | Athlète            | Nationalité      | Natation | Vélo | Course à pied | Temps |
| ------ | ------------------ | ---------------- | -------- | ---- | ------------- | ----- |
| Or     | Spencer Smith      | Royaume-Uni      |          |      |               |       |
| Argent | Cameron Brown      | Nouvelle-Zélande |          |      |               |       |
| Bronze | Mathew Belfield    | Royaume-Uni      |          |      |               |       |
| 4      | Olivier Marceau    | France           |          |      |               |       |
| 5      | Brett Riccini      | Australie        |          |      |               |       |
| 6      | Bryan Rhodes       | Nouvelle-Zélande |          |      |               |       |
| 7      | Oliver Hufschmid   | Suisse           |          |      |               |       |
| 8      | Stéphane Sansorgne | France           |          |      |               |       |
| 9      | Abe Rogers         | États-Unis       |          |      |               |       |
| 10     | Stéphane Bécue     | France           |          |      |               |       |

#### Femmes
| Rang   | Athlète            | Nationalité      | Natation | Vélo | Course à pied | Temps |
| ------ | ------------------ | ---------------- | -------- | ---- | ------------- | ----- |
| Or     | Sonja Krolik       | Allemagne        |          |      |               |       |
| Argent | Ali Harrison       | Royaume-Uni      |          |      |               |       |
| Bronze | Kristie Otte       | Canada           |          |      |               |       |
| 4      | Alexandra Laws     | Australie        |          |      |               |       |
| 5      | Astrid Perathoner  | Italie           |          |      |               |       |
| 6      | Heidi Alexander    | Nouvelle-Zélande |          |      |               |       |
| 7      | Natalya Orchard    | Australie        |          |      |               |       |
| 8      | Helena Edmonston   | Australie        |          |      |               |       |
| 9      | Jody Radkewich     | États-Unis       |          |      |               |       |
| 10     | Gyorgyi Staubinger | Hongrie          |          |      |               |       |

## Tableau des médailles
| Rang  | Nation           | Or | Argent | Bronze | Total |
| ----- | ---------------- | -- | ------ | ------ | ----- |
| 1     | Royaume-Uni      | 2  | 1      | 1      | 4     |
| 2     | Allemagne        | 1  | 1      | 0      | 2     |
| 3     | Australie        | 1  | 0      | 0      | 1     |
| 4     | Canada           | 0  | 1      | 1      | 2     |
| 5     | Nouvelle-Zélande | 0  | 1      | 0      | 1     |
| 6     | États-Unis       | 0  | 0      | 1      | 1     |
| -     | Pays-Bas         | 0  | 0      | 1      | 1     |
| Total | Total            | 4  | 4      | 4      | 12    |